# Mouvement autobusiaque
Le mouvement autobusiaque désigne à la fois un nouveau mode de création littéraire — qui se manifeste dans l'expression poétique et théâtrale — et une philosophie libertaire.
C'est en 1966 que Michel-Georges Micberth crée le mouvement autobusiaque, qui devait être surtout connu par des spectacles écrits et mis en scène par lui-même ; ceux-ci, nommés aussi « dégagements autobusiaques », qui furent souvent considérés comme des expériences visant à réaliser un art total, apparaissent surtout aujourd'hui comme des œuvres ludiques de psychothérapie individuelle se déroulant en public, des moments d'improvisation verbale et gestuelle, des actes de libération de l'être, à savoir la substitution de la vie, dans sa dynamique et dans son essence, à l'art théâtral traditionnel. L’universitaire Gérard Lecha a étudié ce nouveau type d'expression culturelle dans un mémoire de maîtrise intitulé : Micberth ou le théâtre en question.
Mais la signification du mouvement autobusiaque ne se réduit pas à cela ; les créateurs qui revendiquent leur appartenance à cette tendance ne se contentent pas d'être les « actants » de ces spectacles, ils s'efforcent de mettre leur vie en harmonie avec les options retenues et énoncées par Micberth : le rejet du conditionnement socio-politique, essentiellement bourgeois, de l'époque, qui conduit à une réification de l'existence — l'anti-vie — et l'accomplissement total de l'être.
Cette aspiration profondément libertaire préfigurait le soulèvement de la jeunesse du printemps et de l'été 1968 (Mai 68).
Voir « Les Dégagements autobusiaques ».